# Код. Тайный язык информатики
Код. Тайный язык информатики (англ. Code: The Hidden Language of Computer Hardware and Software) —  научно-популярная книга американского программиста Чарльза Петцольда, в которой рассказывается, как персональные компьютеры работают на аппаратном и программном уровне. В предисловии к изданию Петцольд написал, что его цель состояла в том, чтобы читатели поняли, как работают компьютеры на конкретном уровне, который «мог бы даже соперничать с уровнем инженеров-электриков и программистов».
Идея написать книгу пришла к нему в 1987 году, когда он писал колонку под названием «PC Tutor» для журнала «PC Magazine».

## Содержание
Петцольд начинает книгу с описания старых технологий, таких как азбука Морзе, шрифт Брайля и алгебру логики, которые он использует для объяснения электронных ламп, транзисторов и интегральных схем.
Автор отметил, что «очень умные люди» должны были зайти в «тупики» механических компьютеров и десятичных вычислений, прежде чем прийти к масштабируемому решению, а именно к электронному двоичному коду компьютера с архитектурой Джона фон Неймана. В книге также освещаются последние разработки, включая такие темы, как математика с плавающей запятой, операционные системы и таблица ASCII.
Книга фокусируется на «до-сетевых» (не подключенных к Сети) компьютерах и не охватывает таких понятий, как распределенные вычисления. Петцольд считал, что, хотя большинство людей и пользуются интернетом, это использование в основном заключается в получении информации, и это архитектурно мало отличается от доступа к ней с локальных носителей. Распределенные вычисления усложняют традиционную компьютерную теорию, но не так распространены на практике. В частности, он сказал в интервью, что его «главная надежда» при написании книги заключалась в том, чтобы передать своим читателям «действительно хорошее представление о том, что такое бит и как биты объединяются для передачи информации».

## Отзывы
Инженер-программист и блогер Джефф Этвуд описал книгу как «любовное письмо компьютеру».

## Издание в России
Книга была переведена на русский язык и вышла в свет в издательстве «Русская Редакция» в 2004 году. ISBN 5-7502-0159-7.